# Wu Kedu
Wu Kedu (zm. 1879) – chiński mandaryn.
Był członkiem Izby Cenzorskiej i twórcą pełnych niechęci do obcokrajowców memoriałów do tronu cesarskiego. W 1875 nowym cesarzem został ogłoszony małoletni książę Zaitian. Wywołało to powszechne oburzenie chińskiej klasy urzędniczej, a także części dworzan. Wu, pragnąc wyrazić swój sprzeciw wobec pogwałcenia przez cesarzową wdowę Cixi reguł następstwa tronu postanowił popełnić samobójstwo. Na miejsce swojej śmierci wybrał teren niewielkiej świątyni taoistycznej Mashen Qiao. Powiesił się na sznurze zawieszonym na jednej z belek stropu lub – według innych źródeł – zażył truciznę. Pozostawił list do przeora tego obiektu sakralnego, w którym zawarł instrukcje dotyczące pochówku. Napisał także list do swego najstarszego syna – wyjaśnił w nim motywy swojego postępowania. Skierował również pismo do regentek. Prosił w nim o wydanie przez nie edyktu stwierdzającego powrót do właściwej linii sukcesji po śmierci cesarza Guangxu.
Śmierć Wu Kedu wstrząsnęła chińską opinią publiczną. Cixi, chcąc uspokoić nastroje, natychmiast wydała edykt nakazujący spełnienie żądań urzędnika.